# Лазар Царевић
Лазар Царевић (Цетиње, 16. март 1999) је црногорски фудбалски голман.

## Биографија
Лазар Царевић је син Марка Бата Царевића, црногорског привредника и актуелног председника општине Будва.
Фудбалску каријеру је започео у ФК Грбаљ из Радановића код Котора. За први тим Грбља је дебитовао током пролећног дела такмичарске 2014/15. у црногорској Првој лиги. За две и по сезоне је наступио на 64 првенствене утакмице за Грбаљ. Крајем маја 2017. године потписао је уговор са екипом Барселоне Б. Наредних пет година је провео у Барселони и током тог периода је сакупио укупно 25 првенствених наступа за Барселону Б у трећем рангу такмичења. Током такмичарске 2021/22. је повремено био и у првом тиму Барселоне. Седам пута је био на клупи за резервне играче у шпанској Примери, као замена првом голману Тер Штегену. У јуну 2022. потписао је трогодишњи уговор са новосадском Војводином. Из Војводине је 21. августа 2024. године прешао у португалски Фамаликао.
Царевић је прошао све млађе селекције репрезентације Црне Горе. За сениорску репрезентацију Црне Горе је дебитовао 24. марта 2022. на пријатељској утакмици са Јерменијом у Јеревану.